# Max Bohrer
Max Bohrer, född 1785 i München, död 1867, var en tysk cellist.

## Biografi
Max Bohrer föddes 1785 i München. Han företog tillsammans med sin bror Anton Bohrer ett flertal konsertresor genom Europa och besökte bland annat Stockholm 1814. De var under en tid anställda i Berlin och Paris. Bohrer  blev 1832 konsertmästare i Stuttgart och gjorde därefter konsertresor till Amerika 1842 och Stockholm 1847. Han avled 1867.
Bohrer räknas till en av cellons främsta representanter. Han komponerade även cellostycken och var ledamot av Kungliga Musikaliska Akademien i Stockholm.